# William Woodall
William Woodall (* 14. Februar 2000) ist ein US-amerikanischer Tennisspieler.

## Karriere
Woodall spielte zwischen 2014 und 2018 auf der ITF Junior Tour. Er gewann dort drei Einzel- und fünf Doppeltitel, darunter im Doppel mit dem J1 College Park auch ein Turnier der zweithöchsten Kategorie. An Grand-Slam-Turnieren nahm er 2018 dreimal teil, wo er im Doppel zweimal die zweite Runde erreichte. In der Junioren-Rangliste war Platz 84 seine höchste Notierung.
Nach dem Schulabschluss an der Fernschule Laurel Springs School begann Woodall ein Studium an der University of Virginia, wo er auch im College-Tennis aktiv war. 2022 schloss er es mit einem Bachelor ab; im College-Team spielte er noch bis 2023. In den letzten beiden Jahren gewann er mit seiner Hochschule die NCAA Team Championships.
Nach einigen Tätigkeiten außerhalb des Sports spielte Woodall erst Mitte 2024 erste Profiturniere. Auf der drittklassigen ITF Future Tour erreichte er drei Endspiele und gewann eines davon. Der bislang größte Auftritt erfolgte beim Cincinnati Masters. Er erhielt dort überraschend eine Wildcard für den Doppelwettbewerb an der Seite von Brandon Nakashima, der wie er an der University of Virginia studiert hatte. Sie unterlagen Harri Heliövaara und Henry Patten in zwei Sätzen. In der Weltrangliste ist er im Doppel noch außerhalb der Top 1000 platziert, während er im Einzel ohne Platzierung ist.